# Francesco Acquaroli (politician)
Francesco Acquaroli (n. 25 septembrie 1974, Macerata, Marche, Italia) este un politician italian.